# Solaster stimpsoni
Solaster stimpsoni is een zeester uit de familie Solasteridae.
De wetenschappelijke naam van de soort werd in 1880 gepubliceerd door Addison Emery Verrill.